# Maasin

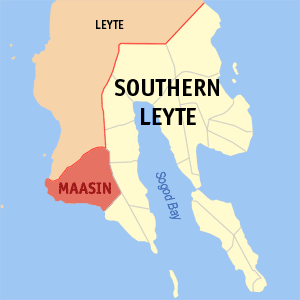
Maasins läge i Södra Leyte

Maasin (officiellt City of Maasin) är en stad i Filippinerna. Den är administrativ huvudort för provinsen Södra Leyte i regionen Östra Visayas och har 71 163 invånare (folkräkning 1 maj 2000).
Staden är indelad 70 smådistrikt, barangayer, varav 65 är klassificerade som landsbygdsdistrikt och endast 5 som tätortsdistrikt.